# Diocesi di Limoges

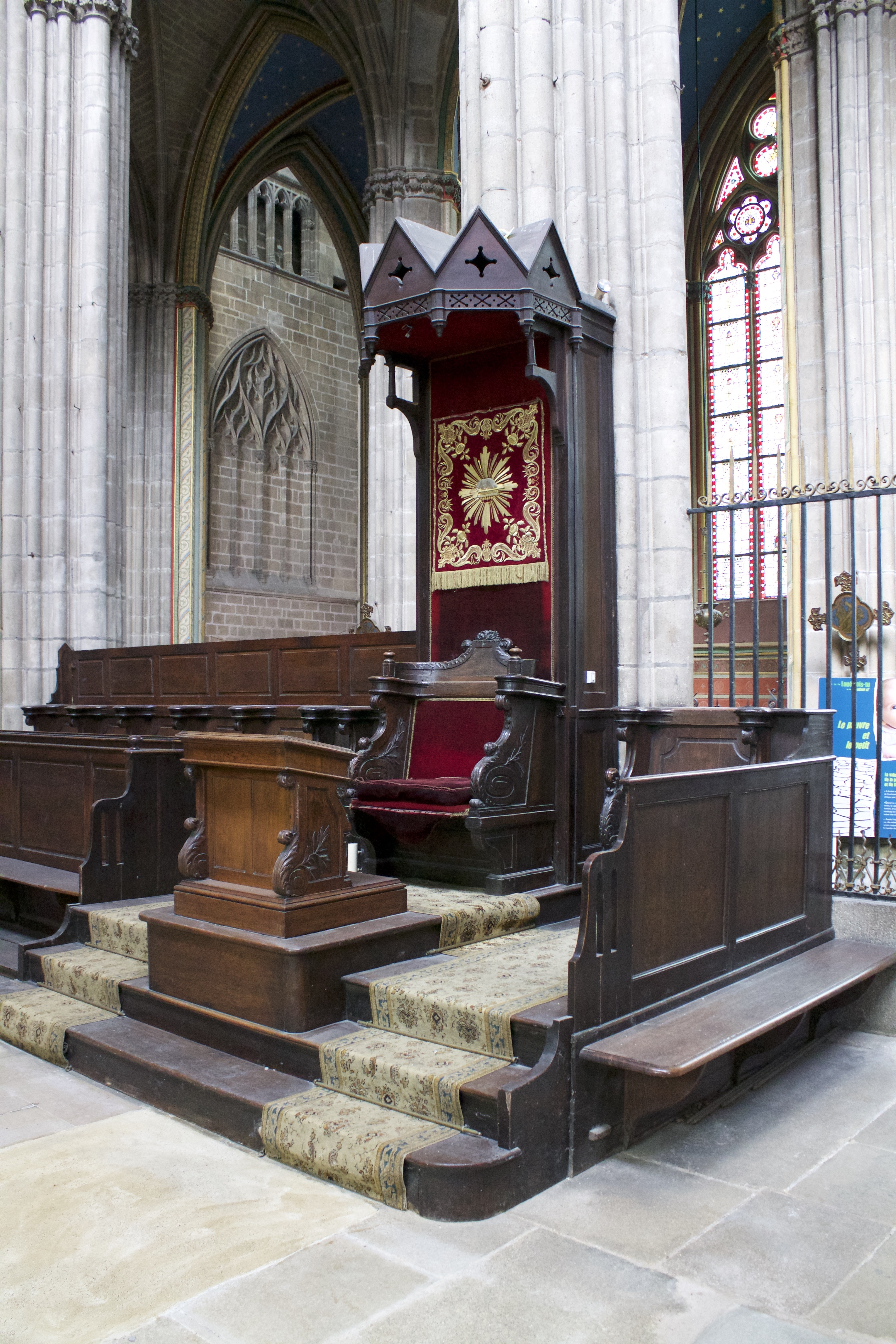
La cattedra episcopale

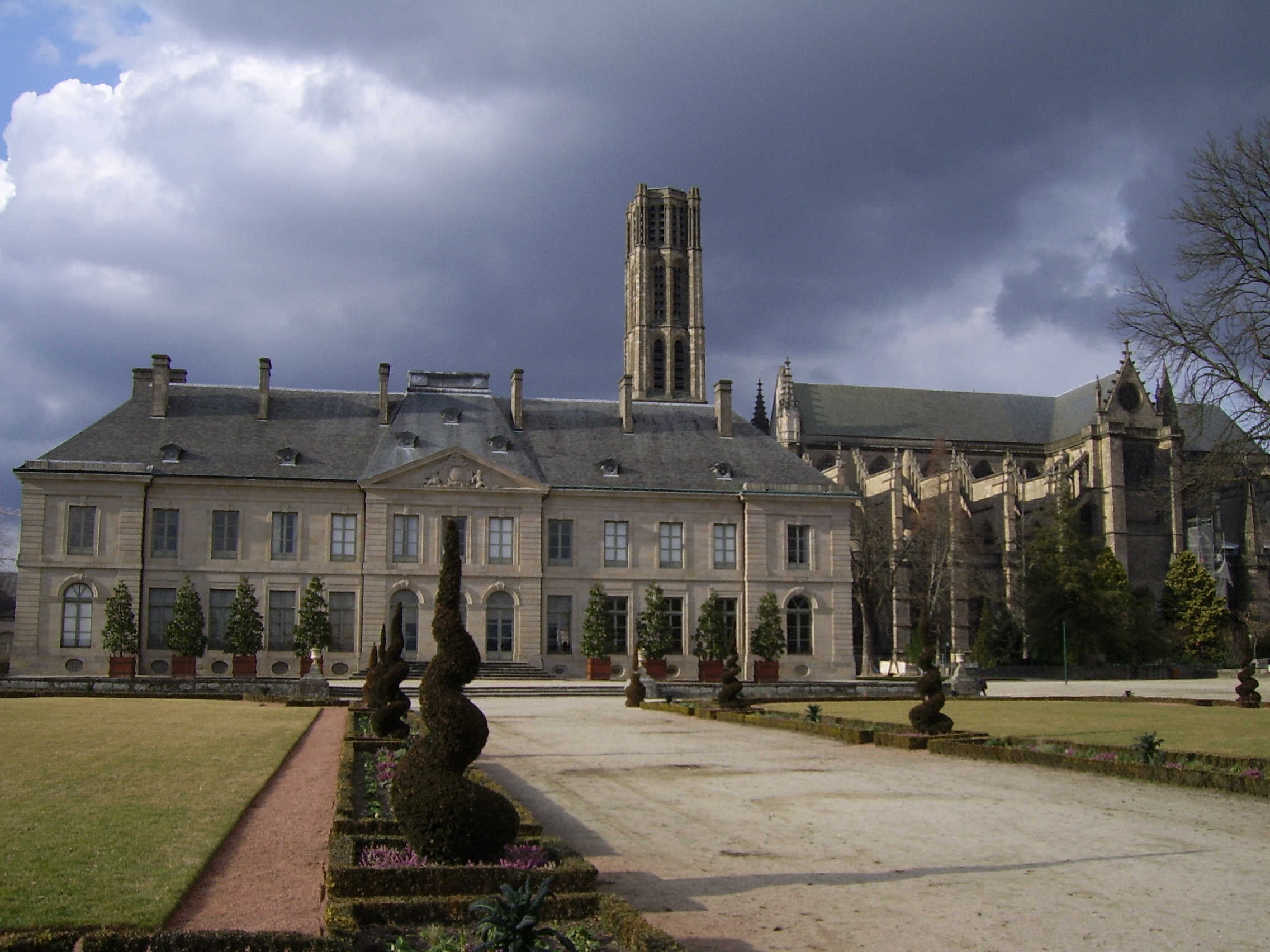
L'ex palazzo episcopale di Limoges, che ospita dal 1912 il museo cittadino. In secondo piano la cattedrale di Santo Stefano.

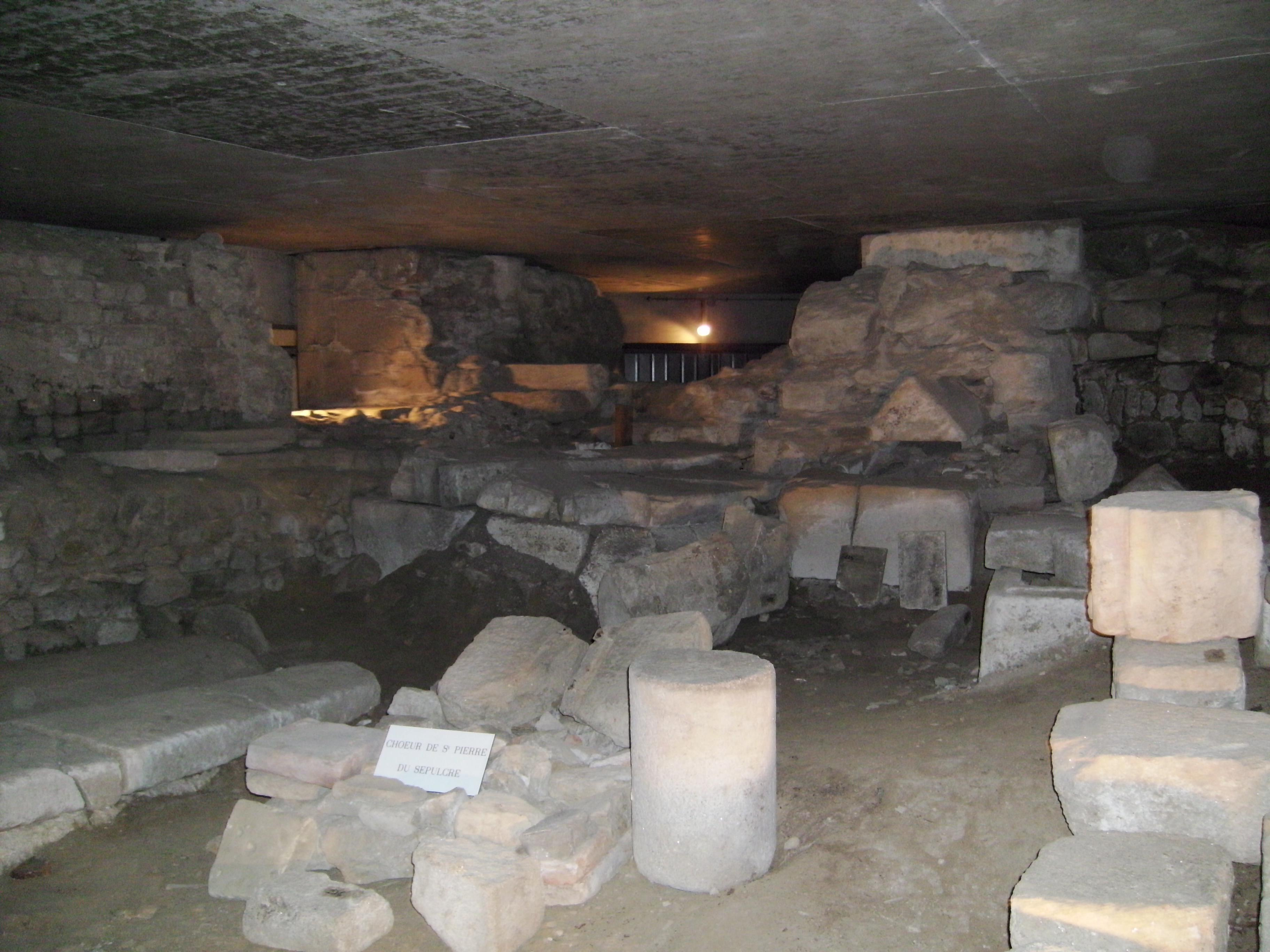
La cripta, riscoperta nel 1960 sotto place de la République a Limoges, è tutto ciò che resta dell'abbazia di San Marziale eretta nel IX secolo e smantellata nel 1794. All'interno della cripta, sono state scoperte la tomba di san Marziale, il reliquiario di santa Valeria e i sarcofagi dei compagni di Marziale, Alpiniano e Austricliniano.

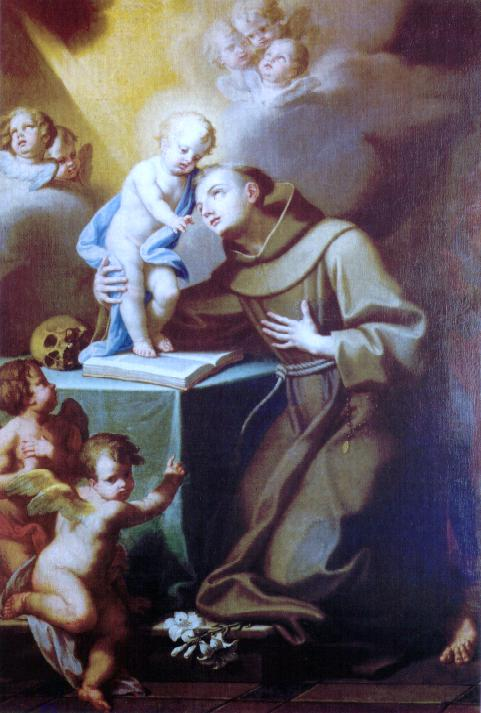
Gaetano Lapis, Apparizione di Gesù Bambino a sant'Antonio di Padova. Questo miracolo sarebbe avvenuto a Limoges nel 1226 o nel 1227.

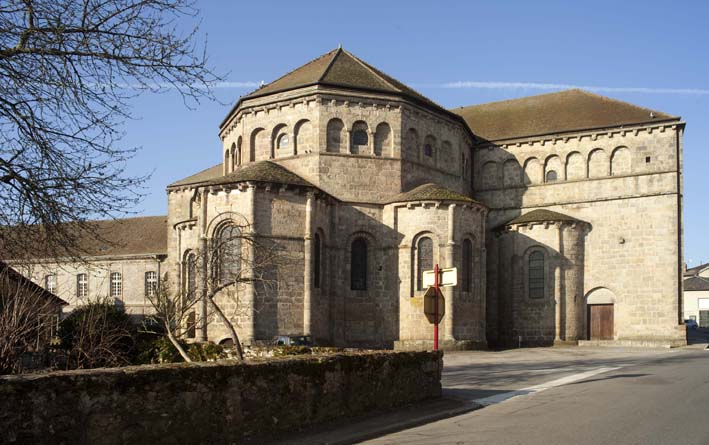
La chiesa dell'abbazia Saint-Pierre di Solignac, fondata da sant'Eloi nel 631 o 632.

La diocesi di Limoges (in latino Dioecesis Lemovicensis) è una sede della Chiesa cattolica in Francia suffraganea dell'arcidiocesi di Poitiers. Nel 2021 contava 406.000 battezzati su 494.885 abitanti.

## Territorio
La diocesi comprende i dipartimenti francesi dell'Alta Vienne e della Creuse.
Sede vescovile è la città di Limoges, dove si trova la cattedrale di Santo Stefano.
Il territorio è suddiviso in 30 parrocchie.

## Storia
La diocesi dei Lemovici, popolo della Gallia celtica abitante il Limosino, è attestata a partire dal III secolo circa. Secondo la tradizione, protovescovo della diocesi è san Marziale, uno dei sette vescovi mandati da Roma per evangelizzare la Gallia.
Lemovicum era una delle città della provincia romana dell'Aquitania prima; la diocesi dunque dipendeva come suffraganea dalla sede metropolitana di Bourges.
All'inizio del VI secolo Ruricio I costruì il monastero e la chiesa di sant'Agostino a Limoges. A metà dello stesso secolo san Ruricio II eresse la chiesa di San Pietro du Queyroix e la basilica di San Giuniano a Limoges.
Nei primi secoli di vita, la diocesi vide il diffondersi della vita eremitica. A partire dal V secolo si ricordano i nomi dei santi eremiti Amand, Junien, Léonard, Sylvain, Léobon, Goussaud, Vaulry e Pardoux. Sul finire del secolo e all'inizio del secolo successivo fanno la loro comparsa i primi monasteri. Tra i più noti vi sono quelli fondati da Aredius (sant'Yrieix), da sant'Eloi a Solignac e quello di San Marziale a Limoges.
Nell'848 fu costruita una chiesa dedicata al Santissimo Salvatore sopra la cripta di san Marziale. L'edificio fu demolito nel 1021, per essere sostituito nel 1028 con una costruzione più ampia, che fu consacrata nel 1095 da papa Urbano II, in occasione del suo viaggio in Francia per indire la prima crociata.
Nel 1031 Limoges ospitò un importante concilio provinciale, sotto la guida del vescovo Jourdain de Laront e dell'abate di San Marziale Odolrico, che imposero la pax Dei ai signori feudali della regione e comminando la scomunica a tutti coloro che avrebbero minacciato i beni della Chiesa. Da questo momento i vescovi di Limoges acquisirono un ruolo di predominanza su Limoges ed il suo territorio, esercitando sia il potere spirituale che quello temporale.
Nel Medioevo l'abbazia di san Marziale possedeva la seconda più importante biblioteca di Francia, dopo quella dell'abbazia di Cluny. Duecento dei 450 volumi originari saranno acquistati nel 1730 da re Luigi XV e tuttora costituiscono una delle collezioni più pregiate della Biblioteca nazionale di Francia.
Sant'Antonio di Padova fu a Limoges tra il 1226 e il 1227 per fondarvi un monastero francescano. È a Limoges che a sant'Antonio sarebbe apparso il Bambino Gesù.
Il 13 agosto 1318 il territorio diocesano fu dimezzato per la cessione di una porzione del suo territorio a vantaggio dell'erezione della diocesi di Tulle.
Tra le personalità ecclesiastiche originarie del Limosino, ci sono due papi, che si susseguirono sulla cattedra di Pietro: Clemente VI (1342-1352) e Innocenzo VI (1352-1362).
Durante le guerre di religione del XVI secolo, il Limosino conobbe un periodo cupo, fatto di devastazioni e di morte. La ricostruzione cattolica fu opera soprattutto dei vescovi Henri e Raymond de la Martonie e soprattutto François de Lafayette e Louis d'Urfé.
Il 5 gennaio 1657 re Luigi XIV con lettere patenti autorizzò su istanza del vescovo François de Lafayette l'istituzione del seminario diocesano. A quasi un secolo dalla fine del Concilio di Trento era il quarto o quinto seminario che si apriva in Francia, dove i decreti del Concilio erano rimasti senza attuazione.
In seguito al concordato con la bolla Qui Christi Domini di papa Pio VII del 29 novembre 1801 la diocesi di Limoges acquisì una nuova fisionomia territoriale, venendo a coincidere con i tre dipartimenti del Limosino, ossia Corrèze, Alta Vienne e Creuse; incorporò le parrocchie della soppressa diocesi di Tulle, ma contestualmente cedette parrocchie alle diocesi vicine, in particolare a quelle di Angoulême e di Périgueux.
Il 6 ottobre 1822 fu ristabilita la diocesi di Tulle ricavandone nuovamente il territorio dalla diocesi di Limoges.
L'8 dicembre 2002, in seguito alla riorganizzazione delle circoscrizioni ecclesiastiche francesi, è entrata a far parte della provincia ecclesiastica dell'arcidiocesi di Poitiers.

## Cronotassi dei vescovi
Si omettono i periodi di sede vacante non superiori ai 2 anni o non storicamente accertati.
Il più antico catalogo episcopale di Limoges è conservato in un manoscritto di Adémar de Chabannes, monaco dell'abbazia di San Marziale, redatto tra il 1021 e il 1034; questo manoscritto venne integrato ed ampliato nel XIII secolo da Bernard Itier, altro monaco di San Marziale, e successivamente da Bernardo Gui (circa 1320) autore delle Gesta Lemovicensium episcoporum. Questi autori ritengono che san Marziale sia vissuto nel I secolo e dunque hanno moltiplicato i nomi dei vescovi con lo scopo di colmare il vuoto dal I secolo, data della presunta morte di san Marziale, al V secolo, quando sono documentati storicamente i primi vescovi limosini.
- San Marziale † (III secolo)[3]
- Ruricio I † (circa 485 - dopo il 506)
- Ruricio II † (prima del 535 - dopo il 549)
- Beato Esocio o Essocio † (seconda metà del VI secolo)
- San Ferreolo † (prima del 579 - dopo il 591)[4]
- San Lupo † (prima del 629[5] - menzionato nel 632)
- Simplicio †
- Felice † (menzionato nel 650)
- Rustico † (menzionato nel 672)[6]
- Antsindo † (menzionato nel 683)
- Emeno † (prima del 696 o 697 - dopo il 700 circa)
- Agerico †
- San Sacerdote †[7]
- Regimperto † (menzionato nell'817)
- Odoacre † (prima dell'832 - dopo l'843)
- Stodilo † (prima dell'846 - dopo novembre 860)
- Aldo † (? - 7 ottobre 866 deceduto)
- Geilo †[8]
- Anselmo † (circa 870 - 9 febbraio 898 deceduto)
- Turpio † (898 - 25 luglio 944 deceduto)
- Ebulo † (prima del 958 - dopo gennaio 969 dimesso)
- Hildegaire † (969 - 992 deceduto)
- Alduin † (992 succeduto - 1012 deceduto)
- Géraud † (prima del 19 novembre 1012 - 11 novembre 1020/1022 deceduto)
- Jourdain de Laront † (prima del 1029 - 29 ottobre 1051 deceduto)
- Itier Chabot † (prima del 24 gennaio 1052 - 9 luglio 1073 deceduto)
- Guy de Laront † (prima del 1076 - circa 1086 deceduto)
- Humbauld de Saint-Sèvère † (1087 - 1095 deposto)
- Guillaume d'Uriel † (prima di febbraio 1097 o 1098 - 1100 deceduto)
- Pierre Viroald † (1100 - circa 1104 dimesso o deceduto)
- Eustorge † (prima del 1106 - 29 novembre circa 1137 deceduto)
- Gérald du Cher † (prima del 1142 - 7 ottobre 1177 deceduto)
- Sebrand Chabot † (1179 - marzo 1198 deceduto)
- Jean de Veyrac † (1198 - 1218 deceduto)
- Bernard de Savène † (1219 - 22 luglio 1226 deceduto)
- Guy de Cluzel † (ottobre o novembre 1226 - gennaio 1235 deceduto)
  - Guillaume du Puy † (1235 - 1235 deceduto) (vescovo eletto)
- Durand † (10 ottobre 1240 - 29 dicembre 1245 deceduto)
- Aymeric de La Serre † (1246 - 2 luglio 1272 deceduto)
- Gilbert de Malemort † (16 dicembre 1275 - 1294 deceduto)
- Raynaud de La Porte † (15 novembre 1294 - 31 dicembre 1316 nominato arcivescovo di Bourges)
- Gérard Roger † (12 gennaio 1317 - 1324 deceduto)
- Hélie de Talleyrand-Périgord † (10 ottobre 1324 - 4 gennaio 1328 nominato vescovo di Auxerre)
- Beato Roger Le Fort † (7 gennaio 1328 - 18 agosto 1343 nominato arcivescovo di Bourges)
- Nicolas de Besse † (27 agosto 1343 - 1344 dimesso)
- Guy de Comborn † (28 febbraio 1344 - 14 maggio 1347 nominato vescovo di Noyon)
- Jean de Cros † (14 maggio 1347 - 30 maggio 1371 dimesso)
- Aymeric Chapt de L'Âge-au-Chapt † (18 luglio 1371 - 10 novembre 1390 deceduto)
- Bernard de Bonneval † (14 dicembre 1390 - 1403 deceduto)
- Hugues de Magnac † (16 gennaio 1404 - 8 novembre 1412 deceduto)
  - Pierre d'Ailly † (21 dicembre 1412 - ?) (amministratore apostolico)
  - Ranulphe de Pérusse d'Escars † (1412 - 11 dicembre 1426 nominato vescovo di Mende) (antivescovo)
- Hugues de Rouffignac † (16 marzo 1418 - 11 dicembre 1426 nominato vescovo di Rieux)
- Pierre de Montbrun † (11 dicembre 1426 - 19 febbraio 1456 deceduto)
- Jean de Barthon I † (11 aprile 1457 - 10 marzo 1484 nominato vescovo di Nazareth)
- Jean de Barthon II † (10 marzo 1484 - 10 settembre 1510 deceduto)
  - Foucault de Bonneval † (27 febbraio 1511 - 18 agosto 1514 nominato vescovo di Soissons) (vescovo eletto)
- René de Prie † (18 agosto 1514 - 5 dicembre 1516 dimesso)
- Philippe de Montmorency † (18 ottobre 1517 - 6 ottobre 1519 deceduto)
- Charles de Villiers de L'Isle-Adam † (26 ottobre 1519 - 10 gennaio 1530 nominato vescovo di Beauvais)
- Antonio Lascaris di Tenda † (10 gennaio 1530 - 17 aprile 1532 nominato vescovo di Riez)
- Jean de Langeac † (17 aprile 1532 - 25 luglio 1541 deceduto)
  - Jean du Bellay † (22 agosto 1541 - 13 agosto 1544 dimesso) (amministratore apostolico)
- Antoine Sanguin de Meudon † (13 agosto 1544 - 26 ottobre 1547 dimesso)
- César des Bourguignons † (26 ottobre 1547 - 1558 deceduto)
- Sébastien de L'Aubespine † (23 marzo 1558 - 2 luglio 1582 deceduto)
- Jean de L'Aubespine † (22 agosto 1583 - 16 marzo 1587 nominato vescovo di Orléans)
- Henri de La Marthonie † (13 luglio 1587 - 7 ottobre 1618 deceduto)
- Raymond de La Marthonie † (7 ottobre 1618 succeduto - 11 gennaio 1627 deceduto)
- François de Lafayette † (29 novembre 1627 - 3 maggio 1676 deceduto)
- Louis de Lascaris d'Urfé † (16 novembre 1676 - 30 giugno 1695 deceduto)
- François de Carbonnel de Canisy † (23 gennaio 1696 - prima del 13 settembre 1706 dimesso)
- Antoine de Charpin de Genetines † (13 settembre 1706 - 6 febbraio 1730 dimesso)
- Benjamin de L'Isle du Gast † (14 agosto 1730 - 6 settembre 1739 deceduto)
- Jean-Gilles du Coêtlosquet † (14 dicembre 1739 - 11 novembre 1758 dimesso)
- Louis-Charles du Plessis d'Argentré † (18 dicembre 1758 - 28 marzo 1808 deceduto)[9]
- Marie-Jean-Philippe Dubourg † (1º giugno 1802 - 31 gennaio 1822 deceduto)
- Jean-Paul-Gaston de Pins † (27 settembre 1822 - 27 dicembre 1823 nominato amministratore apostolico di Lione[10])
- Prosper de Tournefort † (21 marzo 1825 - 7 marzo 1844 deceduto)
- Bernard Buissas † (17 giugno 1844 - 24 dicembre 1856 deceduto)
- Florian-Jules-Félix Desprez † (19 marzo 1857 - 26 settembre 1859 nominato arcivescovo di Tolosa)
- Félix-Pierre Fruchaud † (26 settembre 1859 - 27 ottobre 1871 nominato arcivescovo di Tours)
- Alfred Duquesnay † (22 dicembre 1871 - 13 maggio 1881 nominato arcivescovo di Cambrai)
- Pierre Henri Lamazou † (13 maggio 1881 - 11 luglio 1883 deceduto)
- François-Benjamin-Joseph Blanger † (9 agosto 1883 - 11 dicembre 1887 deceduto)
- Firmin-Léon-Joseph Renouard † (1º giugno 1888 - 30 novembre 1913 deceduto)
- Hector-Raphaël Quilliet † (24 dicembre 1913 - 18 giugno 1920 nominato vescovo di Lilla)
- Alfred Flocard † (16 dicembre 1920 - 3 marzo 1938 deceduto)
- Louis-Paul Rastouil † (21 ottobre 1938 - 7 aprile 1966 deceduto)
- Henri Gufflet † (7 aprile 1966 succeduto - 13 luglio 1988 ritirato)
- Léon-Raymond Soulier † (13 luglio 1988 succeduto - 24 ottobre 2000 ritirato)
- Christophe Dufour (24 ottobre 2000 - 20 maggio 2008 nominato arcivescovo coadiutore di Aix)
- François Kalist (25 marzo 2009 - 20 settembre 2016 nominato arcivescovo di Clermont)
- Pierre-Antoine Bozo (11 maggio 2017 - 19 agosto 2025 nominato vescovo coadiutore di La Rochelle)

## Statistiche
La diocesi nel 2021 su una popolazione di 494.885 persone contava 406.000 battezzati, corrispondenti all'82,0% del totale.
| anno | popolazione | popolazione | popolazione | presbiteri | presbiteri | presbiteri | presbiteri                | diaconi | religiosi | religiosi | parrocchie |
| anno | battezzati  | totale      | %           | numero     | secolari   | regolari   | battezzati per presbitero | diaconi | uomini    | donne     | parrocchie |
| ---- | ----------- | ----------- | ----------- | ---------- | ---------- | ---------- | ------------------------- | ------- | --------- | --------- | ---------- |
| 1950 | 475.000     | 522.442     | 90,9        | 372        | 355        | 17         | 1.276                     |         | 17        | 610       | 480        |
| 1970 | ?           | 500.438     | ?           | 289        | 264        | 25         | ?                         |         | 25        | 524       | 481        |
| 1978 | 424.000     | 505.000     | 84,0        | 282        | 208        | 74         | 1.503                     | 1       | 94        | 614       | 481        |
| 1990 | 432.000     | 506.000     | 85,4        | 217        | 174        | 43         | 1.990                     | 2       | 58        | 405       | 117        |
| 1999 | 434.000     | 512.000     | 84,8        | 156        | 123        | 33         | 2.782                     | 8       | 41        | 292       | 106        |
| 2000 | 437.000     | 516.000     | 84,7        | 152        | 119        | 33         | 2.875                     | 7       | 43        | 257       | 106        |
| 2001 | 405.000     | 478.400     | 84,7        | 138        | 110        | 28         | 2.934                     | 7       | 36        | 243       | 106        |
| 2002 | 404.800     | 478.100     | 84,7        | 135        | 107        | 28         | 2.998                     | 7       | 36        | 226       | 97         |
| 2003 | 465.650     | 475.350     | 98,0        | 113        | 91         | 22         | 4.120                     | 6       | 23        | 212       | 97         |
| 2004 | 382.690     | 478.363     | 80,0        | 126        | 104        | 22         | 3.037                     | 6       | 23        | 214       | 97         |
| 2013 | 414.000     | 504.200     | 82,1        | 90         | 74         | 16         | 4.600                     | 15      | 27        | 127       | 30         |
| 2016 | 418.600     | 510.134     | 82,1        | 77         | 67         | 10         | 5.436                     | 22      | 10        | 97        | 30         |
| 2019 | 407.780     | 496.985     | 82,1        | 75         | 70         | 5          | 5.437                     | 20      | 5         | 64        | 30         |
| 2021 | 406.000     | 494.885     | 82,0        | 60         | 52         | 8          | 6.766                     | 24      | 11        | 62        | 30         |